# Donald Leslie
Pour les articles homonymes, voir Leslie.
Donald James Leslie (13 avril 1911, Danville, Illinois - 2 septembre 2004, Altadena, Californie) a inventé et fabriqué la cabine Leslie qui a contribué à populariser l'orgue Hammond.

## Biographie
Né dans l'Illinois en 1911, il a déménagé avec sa famille en 1913 vers le sud de la Californie. 
Il chercha à améliorer le son de l'orgue Hammond en mettant à profit son expérience acquise en faisant des petits boulots en mécanique, radio, électronique ou au Naval Research Laboratory à Washington pendant la Seconde Guerre mondiale.
Quand Leslie présenta à Hammond le prototype de la cabine Leslie, la Hammond Clock Company le refusa. Il fonda donc Electro Music à Pasadena pour la produire lui-même. La cabine Leslie a été principalement utilisée pour des orgues d'église, créant un effet de vibrato. La version finale est le tambour Rotosonic, tandis que le haut-parleur est sur un rotor.
Elle est utilisée avec les orgues Hammond — entre autres — pendant les années 1940, 1950 et jusqu'à aujourd'hui. La cabine Leslie a permis de généraliser l'usage de l'orgue Hammond en dehors des théâtres et des églises : il est devenu un instrument courant dans le rock, dans la musique psychédélique, en jazz, dans la musique pop, etc.
Ce n'est que dans les années 1980 que Hammond a acheté les cabines Leslie pour les inclure dans leurs orgues.
Donald Leslie a été admis au American Music Conference Hall of Fame en 2003, aux côtés de feu Laurens Hammond (inventeur de l'orgue Hammond) et Leo Fender (fondateur de Fender).